# Мохамед Байо
Мохамед Байо (на френски: Mohamed Bayo) е гвинейски футболист, играещ като нападател за френския Лил и националния отбор на Гвинея. Участник в Купата на африканските нации 2021 и Купата на африканските нации 2023. През 2024 вкарва три гола: (първия гол за отбора си срещу Камерун при равенството 1:1 в групите, на 1/8 финала срещу Екваториална Гвинея за победата с 1:0 и на 1/4 финала срещу ДР Конго при загубата с 1:3).

## Успехи
- Голмайстор на Лига 2 с Клермон Фут: 2020/21 (22 гола)
- В отбора на годината на UNFP: 2020/21